# Oratorio di San Bernardino (Ranzanico)
L'oratorio di San Bernardino (Cesína de San Bernardì in lingua lombarda) è una chiesa del comune di Ranzanico, nella diocesi di Bergamo.

## Storia
Venne costituita nella seconda metà del XV secolo, dopo che il frate senese, che aveva ben due volte visitato il territorio bergamasco, fu elevato a santo, sulla strada che collega Ranzanico a Endine grazie alle donazioni della ricca famiglia locale dei Gardoni. La forma a capanna tipica delle chiese lombarde dell'epoca, con varia affreschi sulla navata raffiguranti Gesù, la Madonna, San Bernardino e Santa Lucia.

## Descrizione
La forma a capanna tipica delle chiese lombarde dell'epoca, con varia affreschi sulla navata raffiguranti Gesù, la Madonna, San Bernardino e Santa Lucia.